# Encinas de Esgueva
Encinas de Esgueva es un municipio y localidad española de la provincia de Valladolid, en la comunidad autónoma de Castilla y León. El término municipal tiene una población de 218 habitantes (INE 2024).

## Geografía

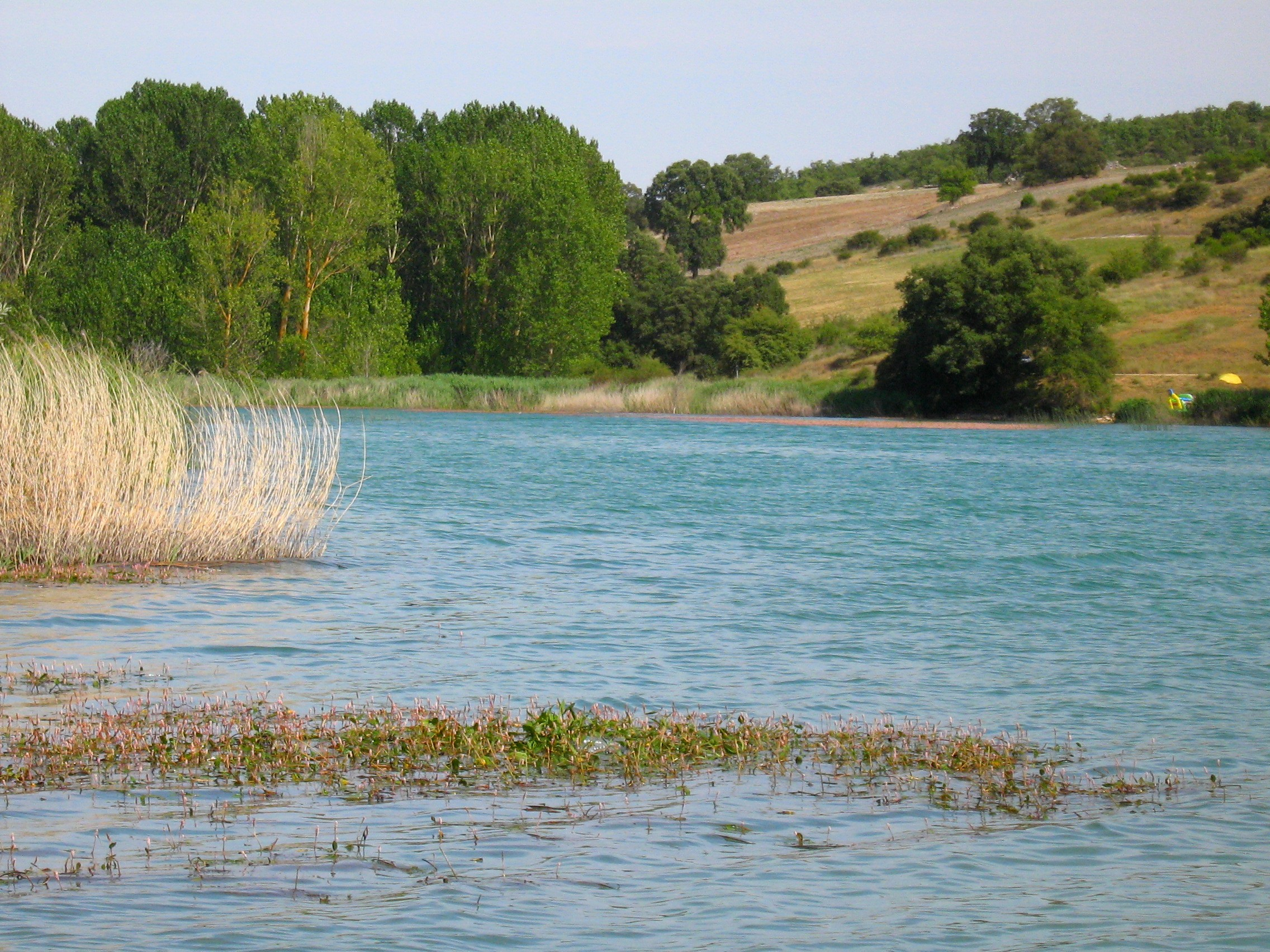
Embalse de Encinas de Esgueva.

El municipio tiene una superficie de unos 31,08 km². Sus coordenadas geográficas son: Latitud 41°44′ N Longitud 4°6′ O. Se encuentra situado en el valle del río Esgueva (La Esgueva) en el límite con las provincias de Palencia y Burgos. Hacia el sur se encuentra Pesquera de Duero y Peñafiel (20 km) y el Valle del Cuco estando San Llorente a 9 km. Al norte la provincia de Palencia (Cerrato palentino), al este la provincia de Burgos, Roa a 20 km y al oeste Canillas de Esgueva y demás pueblos del valle Esgueva hasta su desembocadura en río Pisuerga. Valladolid se encuentra a 56 km.
Cabe destacar su embalse, a unos 2 km del pueblo, pues no son muy habituales por estas zonas.

## Historia
Situado junto al arroyo de las Eras, afluente del río Esgueva, Encinas tiene origen celtibérico en un poblado vacceo fundado en las cercanías alrededor del 2200 a. C. Algunos restos arqueológicos de los pobladores de este asentamiento se hallan en el Museo de Prehistoria y Arqueología de Cantabria.

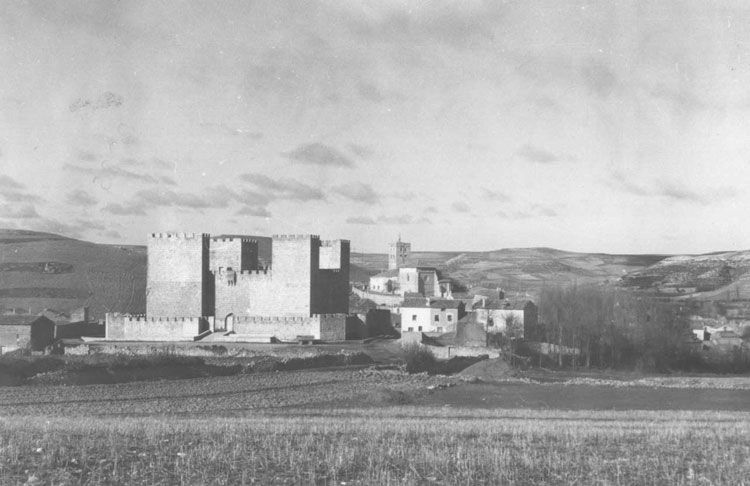
Vista del municipio, primera mitad del.

Se cree que la localidad actual surgió durante la repoblación del siglo IX, cuando la frontera entre Estados cristianos y musulmanes se fijó aproximadamente a lo largo del Duero y del Esgueva. La primera mención documental, sin embargo, es del siglo XI, cuando se menciona la construcción de una fortaleza en lo que entonces era frontera entre los reinos de Castilla y de León. Perteneció a la merindad de Cerrato. Población bajo jurisdicción señorial, pasó por diversas manos, entre ellas las de Estefanía Armengol en el siglo XII o las del duque de Béjar, Diego López de Zúñiga, que en 1394 comenzó la construcción del castillo que se conserva. En 1575 la población y su fortaleza pasaron a la casa de Aguilar, que las adquirió por 25 500 ducados.
A mediados del siglo XIX, la villa tenía contabilizada una población de 438 habitantes. Aparece descrita en el séptimo volumen del Diccionario geográfico-estadístico-histórico de España y sus posesiones de Ultramar de Pascual Madoz de la siguiente manera:

ENCINAS: v. con ayunt. en la prov., aud. terr. y c. g. de Valladolid (9 leg.), part. jud. de Valoria la Buena (7), dióc. de Palencia (8). sit. al pie de una cuesta en el valle de Esgueva, á la márg. izq. del rio que lleva el mismo nombre del valle; la combaten principalmente los vientos N. y O. que hacen su clima destemplado y propenso á fiebres viliosas y catarrales: tiene 120 casas; la de ayunt., un palacio llamado Casa fuerte, propiedad del marqués de Lorca, edificio de bastante capacidad y solidez, de mamposteria concertada, circunvalado de un foso de piedra de silleria y una muralla coronada de almenas con fortines en los 4 ángulos y 4 torres, se halla habitable y en el mismo estado que á mediados del siglo XV; hay una fuente de abundantes y buenas aguas, de las que se surte el vecindario para beber y demas usos domésticos; escuela de instruccion primaria concurrida pnr 40 alumnos á cargo de un maestro dotado con 1,100 rs.; una igl. parr. de primer ascenso (San Mames), servida por un cura y un beneficiado. Confina el térm. N. Castrillo de Don Juan; E. Guzman; S. San Llorente, y O. Canillas; dentro de él se encuentran varios manantiales y una erm. (San Sebastian). El terreno participa de valle y páramo; el primero de buena calidad, y el segundo de inferior; comprende un monte medianamente poblado; le baña como queda indicado el r. Esgueva sobre el que hay un puente de piedra. caminos: los locales y los que dirigen á Valladolid, Palencia, Peñafiel y Roa. correo: se recibe y despacha en la estafeta de Peñafiel, por una persona encargada al efecto, sin que haya dias fijos para la entrada ni salida. prod. trigo, cebada, centeno, anis, muelas; lentejas, cáñamo, patatas y vino: se cria ganado lanar, caballar y vacuno; abunda la caza de perdices, conejos y liebres, y en el r. la pesca de cangrejos. ind.: la agrícola, 2 telares de cáñamo y un molino harinero. comercio: esportacion, para los mercados de Roa y Peñafiel, del sobrante de frutos, particularmente del anís, cuya cosecha en algunos años produce mas ulilidades que la de cereales; en cambio se importan los art. de consumo de que se carece. pobl.: 108 vec., 438 alm. cap. prod.: 500,000 rs. imp.: 82,600. contr.: 13,112 rs. 8 mrs. presupuesto municipal, 7,413 rs., se cubre con los prod. del molino harinero y de unas heredades de propios.
(Madoz, 1847, p. 476)

## Demografía
Cuenta con una población de 218 habitantes (INE 2024).
| Gráfica de evolución demográfica de Encinas de Esgueva entre 1842 y 2021 |
| |
| Población de derecho según los censos de población del INE Población de hecho según los censos de población del INEEn estos censos se denominaba Encinas: 1842, 1857 y 1860 |

## Patrimonio

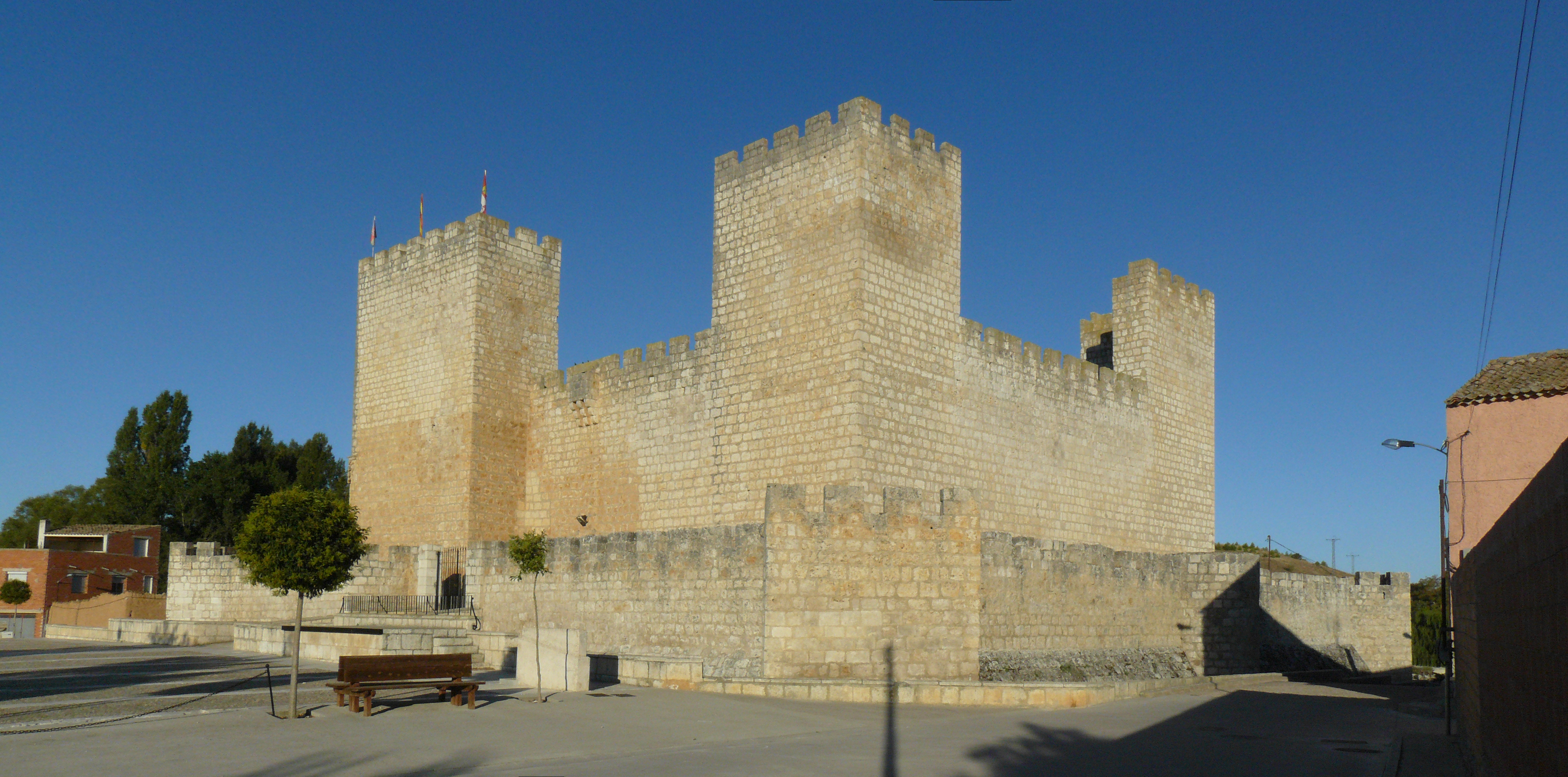
Vista del castillo de Encinas de Esgueva.

La localidad cuenta con un castillo que perteneció a la familia Zúñiga y a la de Aguilar y una iglesia gótica de finales del siglo XV y principios del XVI dedicada a san Mamés.
La iglesia consta de tres naves y contiene un retablo plateresco y varias tablas del siglo XVI.
El castillo actual data de finales del siglo XIV y es diferente de la fortaleza original erigida durante la repoblación de Encinas en el siglo IX. Más residencial que marcial, la construcción muestra en sus esquinas los escudos de las familias aristocráticas a las que perteneció: los Zúñiga y los Aguilar. El edificio está construido en sillería y se comenzó a levantar en 1394. De planta cuadrada, tiene torres de igual forma en sus esquinas. La fortaleza cuenta con una barbacana rodeada a su vez por un foso. En el siglo XX, el castillo se utilizó como silo de cereal y perdió así algunos de sus elementos como el puente levadizo, algunas ventanas o dos plantas con columnas del patio de armas.

## Fiestas
15 de mayo San Isidro, 1 día de fiesta, si cae en sábado o domingo se celebra ese mismo día, si cae en lunes se pasa al domingo inmediatamente anterior, si cae de martes a viernes la fiesta religiosa se pasa al domingo por la mañana de la semana correspondiente y las actividades lúdicas: campeonato de Tarusa, juegos infantiles, posible baile... sábado tarde y noche del sábado al domingo.
16 y 17 de agosto San Roque y San Mamés como las fiestas mayores se celebra esos días más el fin de semana del puente del 15 de agosto.